# Milano-Sanremo 1990
La Milano-Sanremo 1990, ottantunesima edizione della corsa e valida come evento d'apertura della Coppa del mondo di ciclismo su strada 1990, fu disputata il 17 marzo 1990, per un percorso totale di 294 km. Fu vinta dall'italiano Gianni Bugno, al traguardo con il tempo di 6h25'06" alla media di 45,806 km/h.
Partenza a Milano con 212 corridori; 110 di essi portarono a termine il percorso. In totale erano 270 gli iscritti, da 21 Paesi, in rappresentanza di 27 squadre.

## Percorso
La corsa prese il via al solito a Milano per dirigersi verso sud, verso la costa ligure. Vennero attraversate la provincia di Pavia (comuni di Pavia, Casteggio, Voghera) e quella di Alessandria (comuni di Tortona, Novi Ligure, Capriata d'Orba, Ovada). Poi, oltrepassato l'Appennino Ligure sul Passo del Turchino, vetta a 532 m s.l.m. dopo 144 chilometri di corsa, ecco l'arrivo sulla riviera all'altezza di Voltri con l'ingresso sulla Statale 1 Aurelia.
Si attraversarono a seguire, da est verso ovest, i Piani d'Invrea e i comuni di Varazze, Savona, Finale Ligure, Albenga, Alassio; dal chilometro 240 al 255 vennero quindi approcciate le tre salite dei "capi", nell'ordine Capo Mele, Capo Cervo e Capo Berta. Oltrepassati i comuni di Imperia e San Lorenzo al Mare, si affrontarono le ultime due asperità, la Cipressa (quota 240 m s.l.m. a 20 km dall'arrivo) e il Poggio (cima a 162 m s.l.m. a 4,6 km dall'arrivo). Dopo la discesa del Poggio si entrò a Sanremo, comune ove, dopo 294 chilometri, era posto il traguardo della corsa.

## Resoconto degli eventi
Alla vigilia della corsa il principale favorito al successo era il francese Laurent Fignon, in forza al team Castorama e vincitore delle due precedenti edizioni della Milano-Sanremo. Nell'elenco degli altri ciclisti aspiranti al successo rientravano i belgi Eddy Planckaert, Eric Vanderaerden ed Étienne De Wilde, l'irlandese Sean Kelly, gli italiani Maurizio Fondriest, Moreno Argentin, Adriano Baffi e Claudio Chiappucci, gli olandesi Steven Rooks, Frans Maassen ed Erik Breukink, il danese Rolf Sørensen, lo svizzero Erich Maechler, il tedesco Rolf Gölz.
Lo svolgimento della competizione venne caratterizzato sin dall'inizio dal vento, che portò alla formazione di ventagli: intorno al ventesimo chilometro il gruppo si spezzò in tre tronconi, trentaquattro atleti nel primo, ottantotto (tra cui Bugno) nel secondo, novanta (con Fignon) nel terzo. Il secondo troncone riuscì a raggiungere il primo, e si formò un gruppo di centoventidue ciclisti; gli altri novanta corridori invece non riuscirono a rientrare: il loro distacco dai primi in cima al Turchino era di 2'20", a Voltri di 4'35", a Piani d'Invrea di 10'48", a Savona era ormai incolmabile, ben 15 minuti. Per questo motivo, al rifornimento di Savona, circa ottanta ritardatari abbandonarono la corsa, e tra essi alcuni big come Fignon, Kelly, Greg LeMond, Claude Criquielion, Rooks, Vanderaerden, Andrew Hampsten.
A 33 chilometri dall'arrivo, appena usciti da Imperia, andò all'attacco Angelo Canzonieri; riuscì a rispondere solo Gianni Bugno, che poi staccò l'avversario alcuni chilometri dopo, sull'ascesa della Cipressa, rimanendo solitario al comando. Proprio sulla salita il gruppone si sgretolò: dietro al monzese rimasero in sei, Fondriest, Gölz, Argentin, i francesi Gilles Delion e Jean-Claude Colotti e il danese Jesper Skibby. Bugno arrivò in vetta con 18 secondi sugli inseguitori; tenne poi in pianura, e sul Poggio scollinò con 15 secondi su Gölz, che proprio sull'ultima salita aveva staccato i cinque ex-compagni di contrattacco. Anche in discesa il tedesco continuò a guadagnare secondi su Bugno; l'italiano però non mollò e arrivò al traguardo a braccia alzate, riportando il suo Paese al successo nella "Classicissima" dopo sei anni.
Complice il vento a favore, Bugno fece segnare il record di velocità media di percorrenza nella storia della Milano-Sanremo, 45,806 km/h, un chilometro l'ora meglio del precedente primato, il 44,805 stabilito da Eddy Merckx nel 1967 (e allora non c'era la salita della Cipressa). Secondo si classificò Gölz, a soli 4 secondi dal vincitore, terzo Delion davanti agli altri quattro atleti scattati sulla Cipressa, nell'ordine Argentin, Fondriest, Colotti e Skibby. Il gruppo chiuse a 1'02", regolato allo sprint da Baffi.

## Ordine d'arrivo (Top 10)
| Pos. | Corridore           | Squadra      | Tempo    |
| ---- | ------------------- | ------------ | -------- |
| 1    | Gianni Bugno        | Chateau d'Ax | 6h25'06" |
| 2    | Rolf Gölz           | Buckler      | a 4"     |
| 3    | Gilles Delion       | Helvetia     | a 23"    |
| 4    | Moreno Argentin     | Ariostea     | a 31"    |
| 5    | Maurizio Fondriest  | Del Tongo    | s.t.     |
| 6    | Jean-Claude Colotti | R.M.O.       | s.t.     |
| 7    | Jesper Skibby       | TVM-Ragno    | s.t.     |
| 8    | Adriano Baffi       | Ariostea     | a 1'02"  |
| 9    | Johan Museeuw       | Lotto        | s.t.     |
| 10   | William Dazzani     | Italbonifica | s.t.     |